# 森海渡
森 海渡（もり かいと、2000年6月7日 - ）は、千葉県松戸市出身のプロサッカー選手。Jリーグ・ジェフユナイテッド市原・千葉所属。ポジションはフォワード（センターフォワード）。

## 来歴
柏レイソルの下部組織出身でU-12からU-18までプレーし、高校卒業後は筑波大学に進学。筑波大学では主力選手として活躍し、2021年12月には3年生ながら卒業を待たずに前倒しで柏レイソルへのプロ入りが発表された。
2022年、柏レイソルに正式入団。同年2月23日、YBCルヴァンカップGS第1節・京都サンガF.C.戦でプロデビュー。3月6日、J1リーグ第3節・鹿島アントラーズ戦でJリーグ初出場した。また、5月3日、J1リーグ第11節・サンフレッチェ広島戦でプロ初ゴールを含む2得点を記録し、チームの勝利に大きく貢献した。
2023年、J2リーグの徳島ヴォルティスへ期限付き移籍。リーグ戦37試合に出場し13ゴールを記録する活躍を見せた。
2024年、J2リーグの横浜FCに完全移籍で加入した。しかし3月に前十字靭帯損傷。この影響もあり同シーズンは3試合のみの出場となった。
横浜がJ1に復帰した2025年シーズンはJリーグYBCルヴァンカップでは5試合に出場して1ゴールを記録したものの、リーグ戦の出場は2試合に留まり、2025年6月27日、シーズン終了までの期限付き移籍でJ2リーグのジェフユナイテッド市原・千葉に加入することが発表された。

## 所属クラブ
- 六実SC（松戸市立六実第三小学校）
- 柏レイソルU-12（松戸市立六実第三小学校）
- 2012年 - 2014年 柏レイソルU-15（松戸市立六実中学校）
- 2015年 - 2017年 柏レイソルU-18（日本体育大学柏高等学校）
- 2018年 - 2021年 筑波大学
- 2022年 - 2023年  柏レイソル
  - 2023年  徳島ヴォルティス（期限付き移籍）
- 2024年 -  横浜FC
  - 2025年6月 -  ジェフユナイテッド千葉（期限付き移籍）

## 個人成績
| 国内大会個人成績 | 国内大会個人成績 | 国内大会個人成績 | 国内大会個人成績 | 国内大会個人成績 | 国内大会個人成績 | 国内大会個人成績 | 国内大会個人成績 | 国内大会個人成績 | 国内大会個人成績 | 国内大会個人成績 | 国内大会個人成績 |
| 年度             | クラブ           | 背番号           | リーグ           | リーグ戦         | リーグ戦         | リーグ杯         | リーグ杯         | オープン杯       | オープン杯       | 期間通算         | 期間通算         |
| 年度             | クラブ           | 背番号           | リーグ           | 出場             | 得点             | 出場             | 得点             | 出場             | 得点             | 出場             | 得点             |
| 日本             | 日本             | 日本             | 日本             | リーグ戦         | リーグ戦         | リーグ杯         | リーグ杯         | 天皇杯           | 天皇杯           | 期間通算         | 期間通算         |
| ---------------- | ---------------- | ---------------- | ---------------- | ---------------- | ---------------- | ---------------- | ---------------- | ---------------- | ---------------- | ---------------- | ---------------- |
| 2020             | 筑波大学         | 11               | 他               | -                | -                | -                | -                | 4                | 2                | 4                | 2                |
| 2022             | 柏               | 39               | J1               | 15               | 4                | 5                | 0                | 2                | 1                | 22               | 5                |
| 2023             | 徳島             | 9                | J2               | 37               | 13               | -                | -                | 0                | 0                | 37               | 13               |
| 2024             | 横浜FC           | 18               | J2               | 3                | 0                | 0                | 0                | 0                | 0                | 3                | 0                |
| 2025             | 横浜FC           | 18               | J1               | 2                | 0                | 5                | 1                | 1                | 0                | 8                | 1                |
| 2025             | 千葉             | 39               | J2               |                  |                  | -                | -                | -                | -                |                  |                  |
| 通算             | 日本             | 日本             | J1               | 17               | 4                | 10               | 1                | 3                | 1                | 30               | 6                |
| 通算             | 日本             | 日本             | J2               | 40               | 13               | 0                | 0                | 0                | 0                | 40               | 13               |
| 通算             | 日本             | 日本             | 他               | -                | -                | -                | -                | 4                | 2                | 4                | 2                |
| 総通算           | 総通算           | 総通算           | 総通算           | 57               | 17               | 10               | 1                | 7                | 3                | 74               | 21               |

出場歴
- Jリーグ初出場 - 2022年3月6日 J1第3節 鹿島アントラーズ戦 (県立カシマサッカースタジアム)
- Jリーグ初得点 - 2022年5月3日 J1第11節 サンフレッチェ広島戦 (エディオンスタジアム広島)

## 代表歴
- U-17日本代表
  - スペイン遠征（2017年）